# Apolo 3
Apolo 3 és un grup de Colònia (Alemanya), format pels dos cantants Henry i Marvin de 12 i 13 anys respectivament, i el guitarrista Dario de 12 anys. Aquests tres nois entren al món de la fama gràcies a la seva col·laboració a la pel·lícula Vorstadtkrokodile amb la cançó Superhelden (superherois).

## Discografia

### Àlbums
- 2009: Apollo 3
- 2010: 2010
- 2013: Feier dein Leben

### Singles
- Superhelden (2009)
- Starschuss (2009)